# Bukfel
Bukfel (także bukfajl) – dawne narzędzie ślusarskie, rodzaj piłki o możliwych wielu brzeszczotach. Służyło do wycinania kształtu tzw. brody klucza, czyli tej części, którą umieszcza się wewnątrz kłódki lub zamka, a której kształt odpowiada zastawkom mechanizmu zamka. Nazwa pochodzi z języka niemieckiego Bogenfeile czyli pilnik.

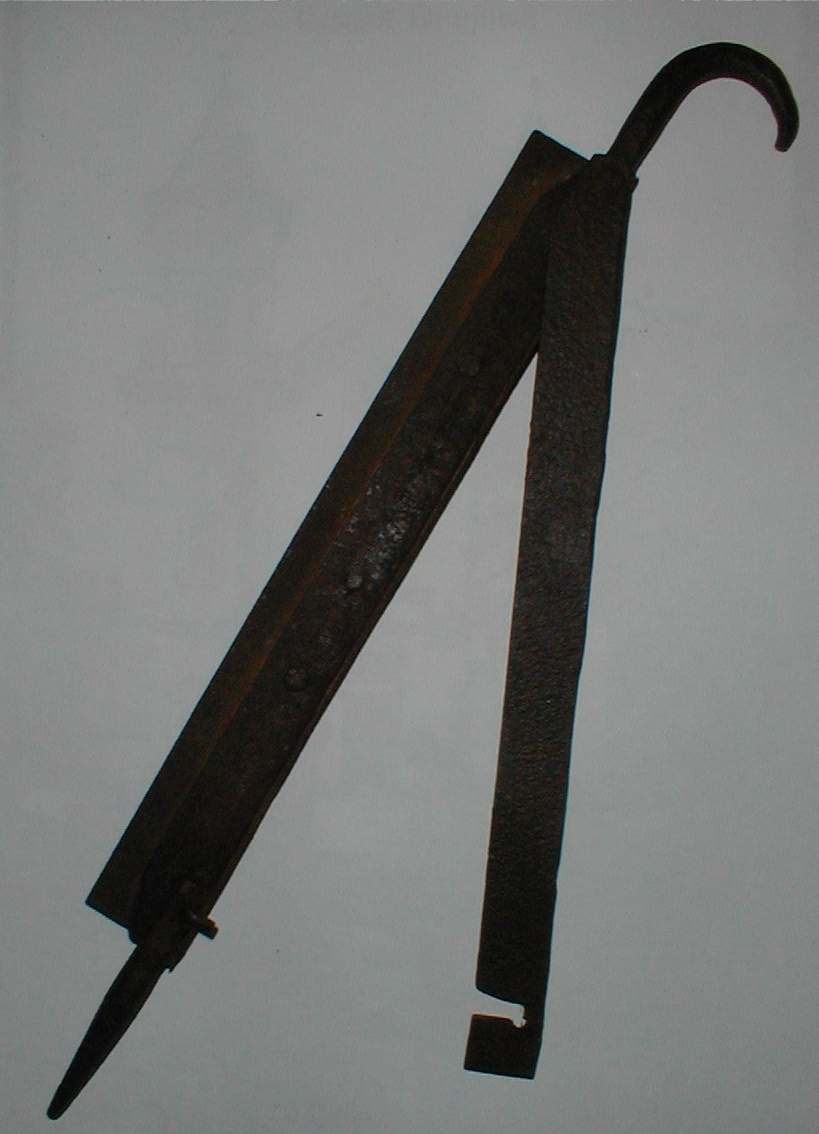
Bukfel świątnicki

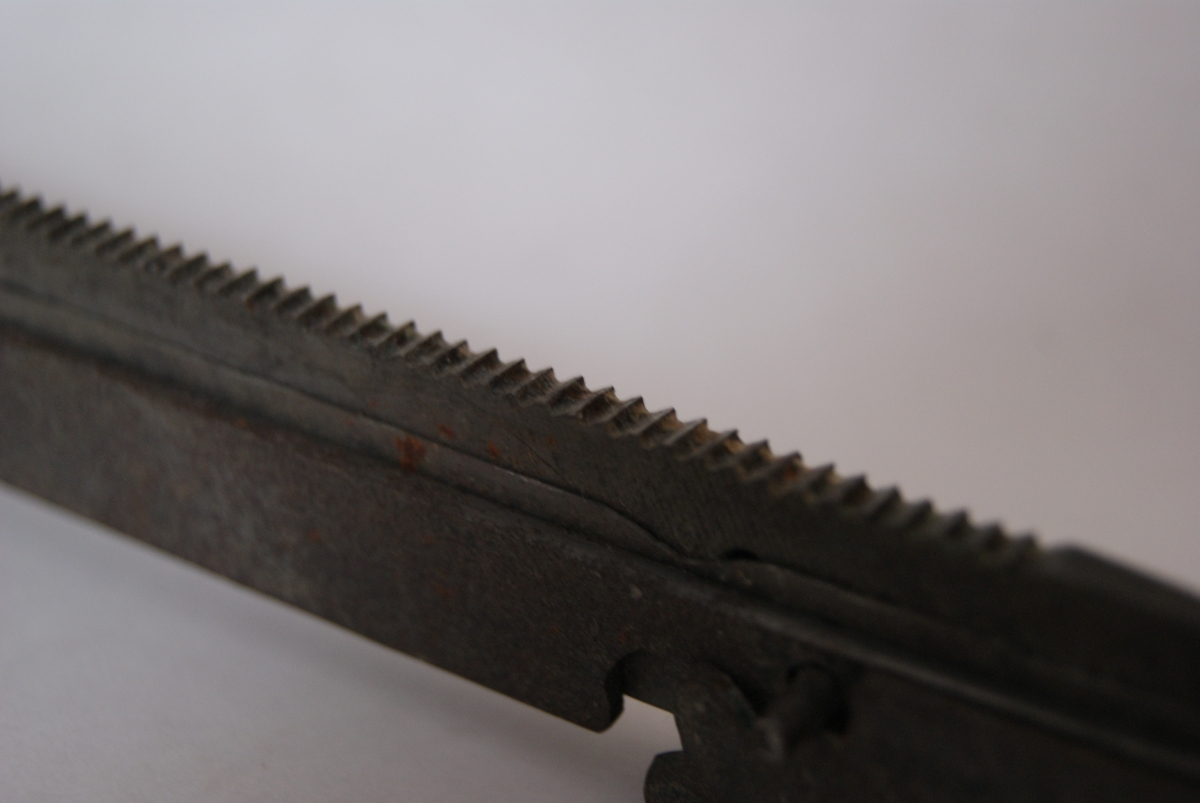
Pojedynczy brzeszczot bukfela

Bukfel składał się z solidnej, metalowej ramy, w której umieszczało się kilka brzeszczotów różnej grubości (czasem nazywano je po prostu pilnikami). Mocowane były na różnych wysokościach, odpowiednio do układu zastawek konkretnego egzemplarza kłódki czy zamka. Dzięki temu można było szybko wyciąć ten sam wzór na kilku kluczach. Narzędzie było popularne w Galicji od XIX wieku i używane przez kłódkarzy i ślusarzy do końca XX wieku. Używane było powszechnie w Świątnikach Górnych, gdzie ręcznie produkowano kłódki od XVIII wieku. 
Przewodniczący Rady Języka Polskiego wypowiedział się na temat pisowni nazwy tego narzędzia powołując się na Słownik języka polskiego Jana Karłowicza z 1900 roku.